# Kursächsische Postmeilensäule Lübbenau

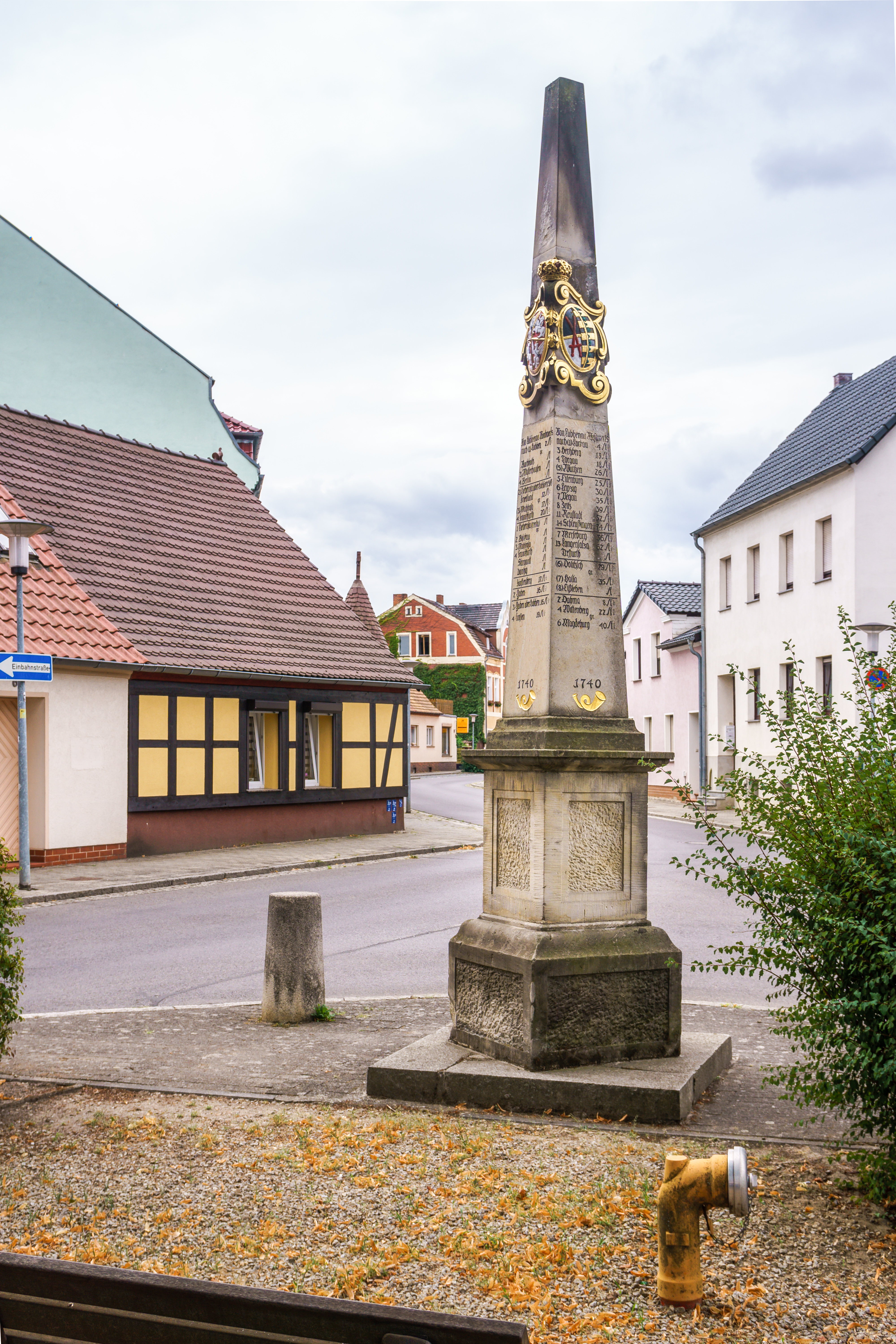
Distanzsäule in Lübbenau

Die kursächsische Postmeilensäule Lübbenau gehört zu den Postmeilensäulen, die im Auftrag des Kurfürsten Friedrich August I. von Sachsen durch den Land- und Grenzkommissar Adam Friedrich Zürner in der 1. Hälfte des 18. Jahrhunderts im Kurfürstentum Sachsen errichtet worden sind. Die wappengeschmückte Distanzsäule befindet sich in der Karl-Marx-Straße in Höhe der Einmündung der Töpferstraße, unweit der alten Schmiede, in der brandenburgischen Stadt Lübbenau/Spreewald im Landkreis Oberspreewald-Lausitz. Die Postmeilensäule gehört zu den Baudenkmalen in Lübbenau.

## Geschichte und Aufbau

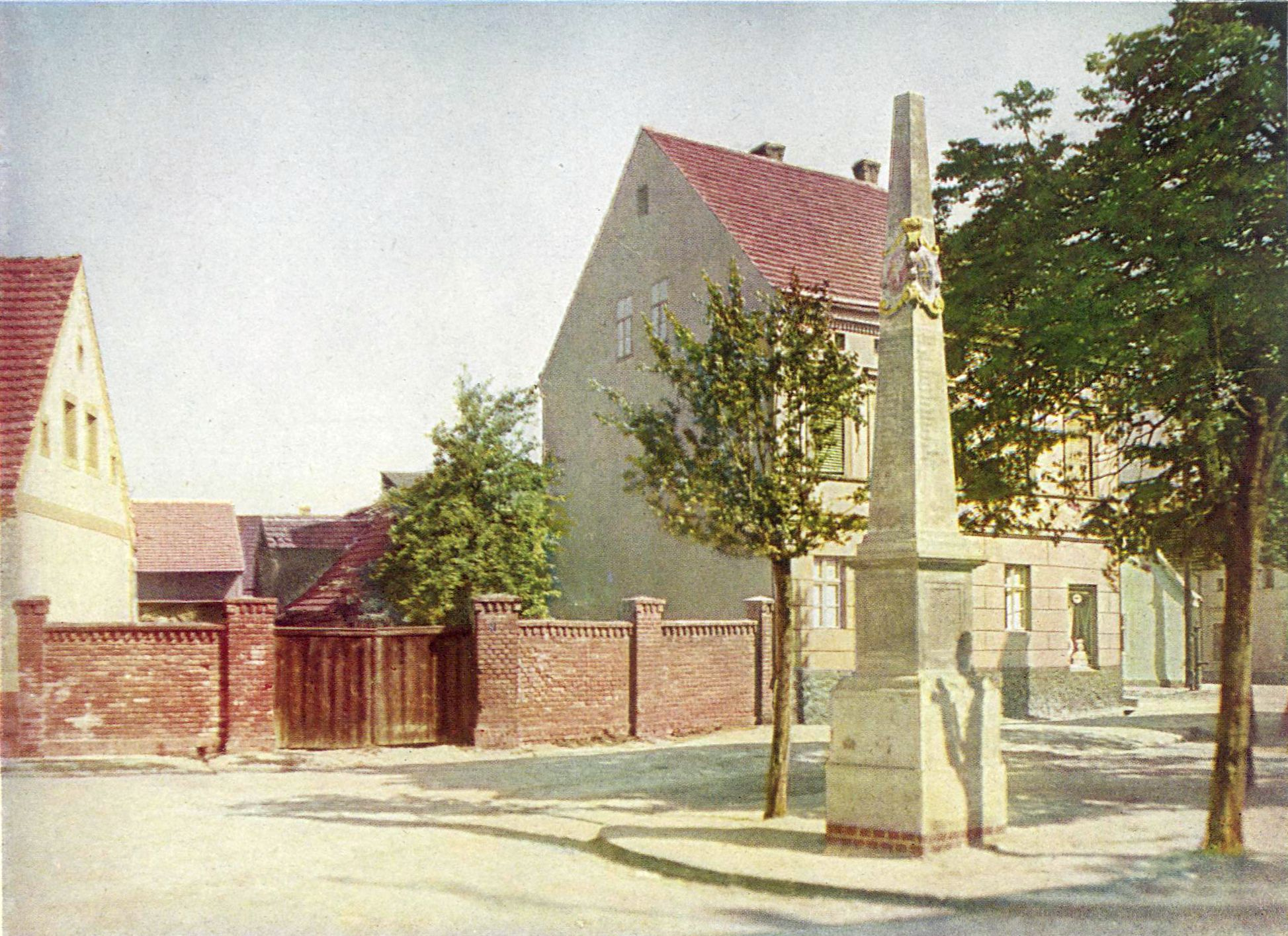
Ansicht 1930

Die Säule aus Elbsandstein wurde nach 1740 vermutlich am jetzigen Standort errichtet und dürfte aus den Steinmetzwerkstätten in Dresden, wie fast alle Niederlausitzer kursächsischen Postmeilensäulen, stammen. Die Distanzsäule besteht aus sieben Teilen. Sockel, Postament und Postamentbekrönung bilden den Unterbau. Der Oberbau besteht aus Zwischenplatte, Schaft, Wappenstück und Spitze.
1976 wurde die Säule durch den ortsansässigen Steinmetzmeister Zahl restauriert und vor die Nicolaikirche in die Altstadt, anstelle des Kriegerdenkmales, umgesetzt. 2003 von einem Berliner Unternehmen nochmals restauriert, erfolgte nach einer Volksabstimmung die Rückversetzung zum ältesten bekannten Originalstandort. Der nicht wieder verwendete Schriftblock (Schaft) der Säule steht seit 2005 im Rathaus.